# Садок (Херсонская область)
Садок (укр. Садок) — село в Борозенской сельской общине Бериславского района Херсонской области Украины.
Почтовый индекс — 74154. Телефонный код — 5532. Код КОАТУУ — 6520981004.

## Население
Население по переписи 2001 года составляло 484 человека.

### Языковой состав
Родной язык населения по данным переписи 2001 года:
| Язык       | Численность, чел. | Доля     |
| ---------- | ----------------- | -------- |
| Украинский | 425               | 87,81 %  |
| Русский    | 21                | 4,34 %   |
| Армянский  | 10                | 2,07 %   |
| Другое     | 28                | 5,78 %   |
| Итого      | 484               | 100,00 % |

## Местный совет
74152, Херсонская обл., Великоалександровский р-н, с. Борозенское, ул. Мичурина, 12